# Cicloheptatrieno
El cicloheptatrieno (CHT) es un compuesto orgánico con la fórmula C7H8. Es un anillo cerrado de siete átomos de carbono unidos por tres enlaces dobles (como su nombre lo indica) y cuatro enlaces simples. Este líquido incoloro ha sido de interés teórico recurrente en la química orgánica. Es un ligando en la química organometálica y un componente básico en la síntesis orgánica. El cicloheptatrieno no es aromático, como lo refleja la no planaridad del puente de metileno (−CH
2−) con respecto a los otros átomos; sin embargo, el catión tropilio relacionado lo es, lo que hace que el compuesto sea relativamente susceptible a la oxidación.

## Síntesis
Albert Ladenburg generó por primera vez cicloheptatrieno en 1881 mediante la descomposición de tropina. La estructura fue finalmente demostrada mediante la síntesis de Richard Willstätter en 1901. Esta síntesis comenzó a partir de cicloheptanona y estableció la estructura de anillo de siete miembros del compuesto.
El cicloheptatrieno se puede obtener en el laboratorio mediante la reacción fotoquímica del benceno con diazometano o la pirólisis del aducto de ciclohexeno y diclorocarbeno. Una síntesis clásica relacionada con los derivados del cicloheptatrieno, la ampliación del anillo de Buchner, comienza con la reacción del benceno con diazoacetato de etilo para dar el éster etílico del norcaradieno correspondiente, que luego experimenta una expansión de anillo electrocíclica permitida térmicamente para dar el éster etílico del ácido 1,3,5-cicloheptatrieno 7-carboxílico.

La expansión del anillo de Buchner, una síntesis clásica para derivados del cicloheptatrieno.

Derivados seleccionados del cicloheptatrieno
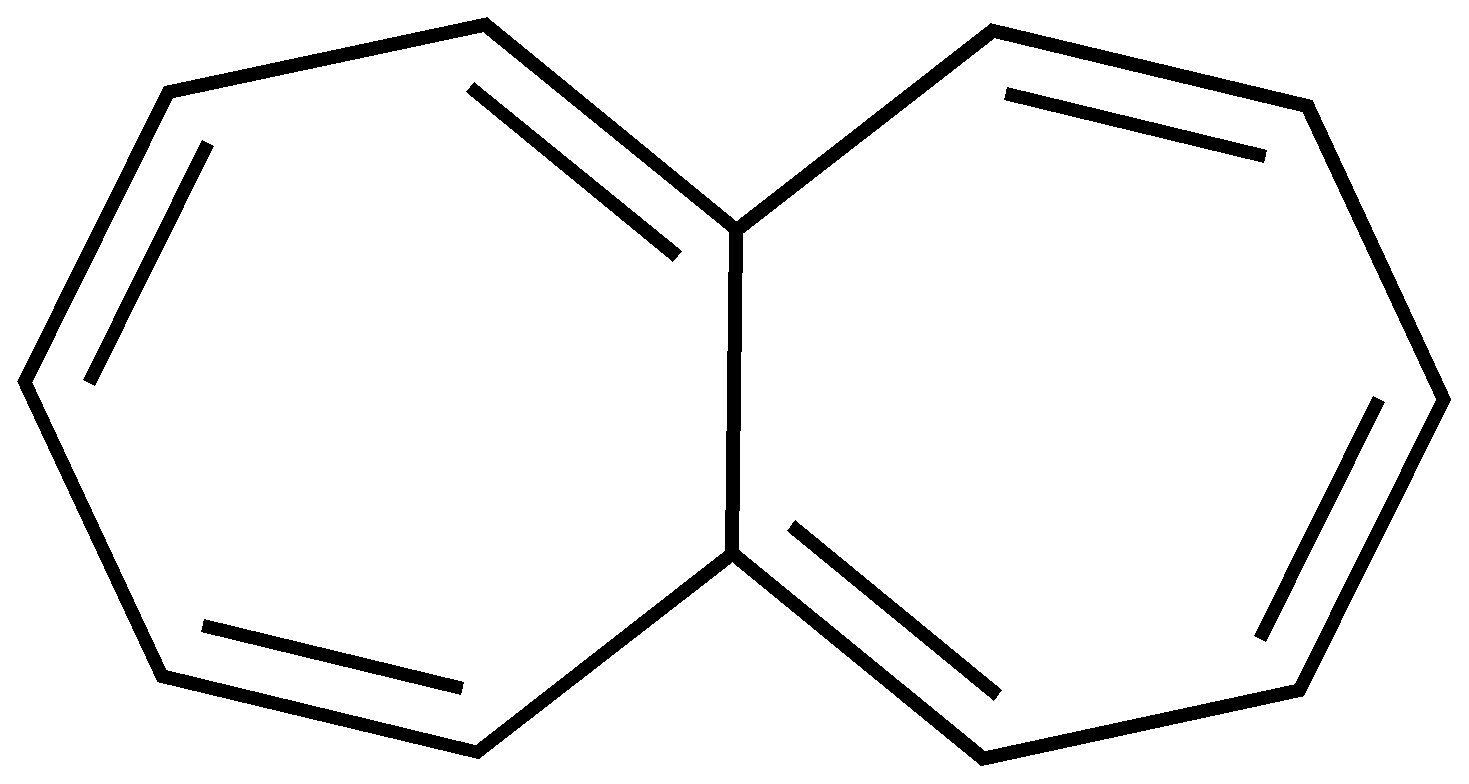
Heptaleno: compuesto por dos anillos de cicloheptatrieno fusionados.
Azuleno: compuesto de anillos de ciclopentadieno y cicloheptatrieno fusionados.
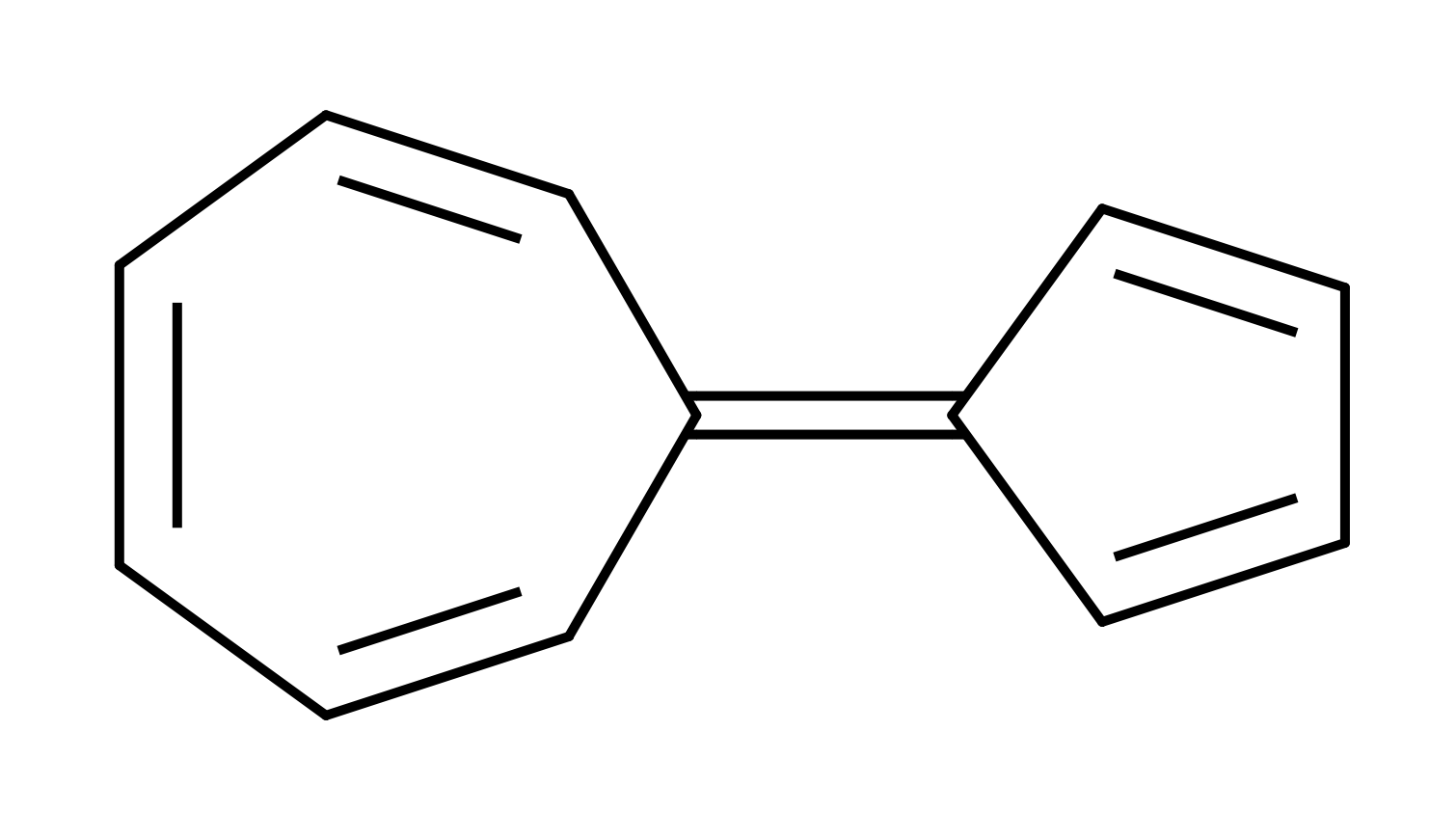
Sesquifulvaleno: compuesto por anillos de ciclopentadieno y cicloheptatrieno enlazados.
Elasovaleno: compuesto de un cicloheptatrieno y dos anillos de ciclopenteno fusionados.
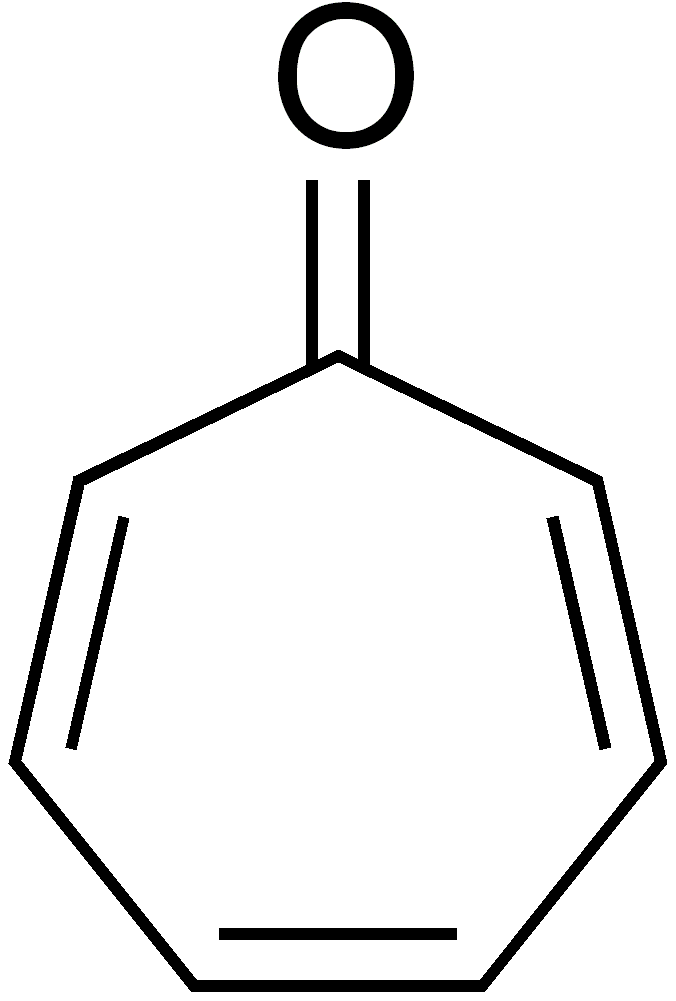
Tropona: compuesta por un anillo de cicloheptatrieno y un grupo carbonilo.
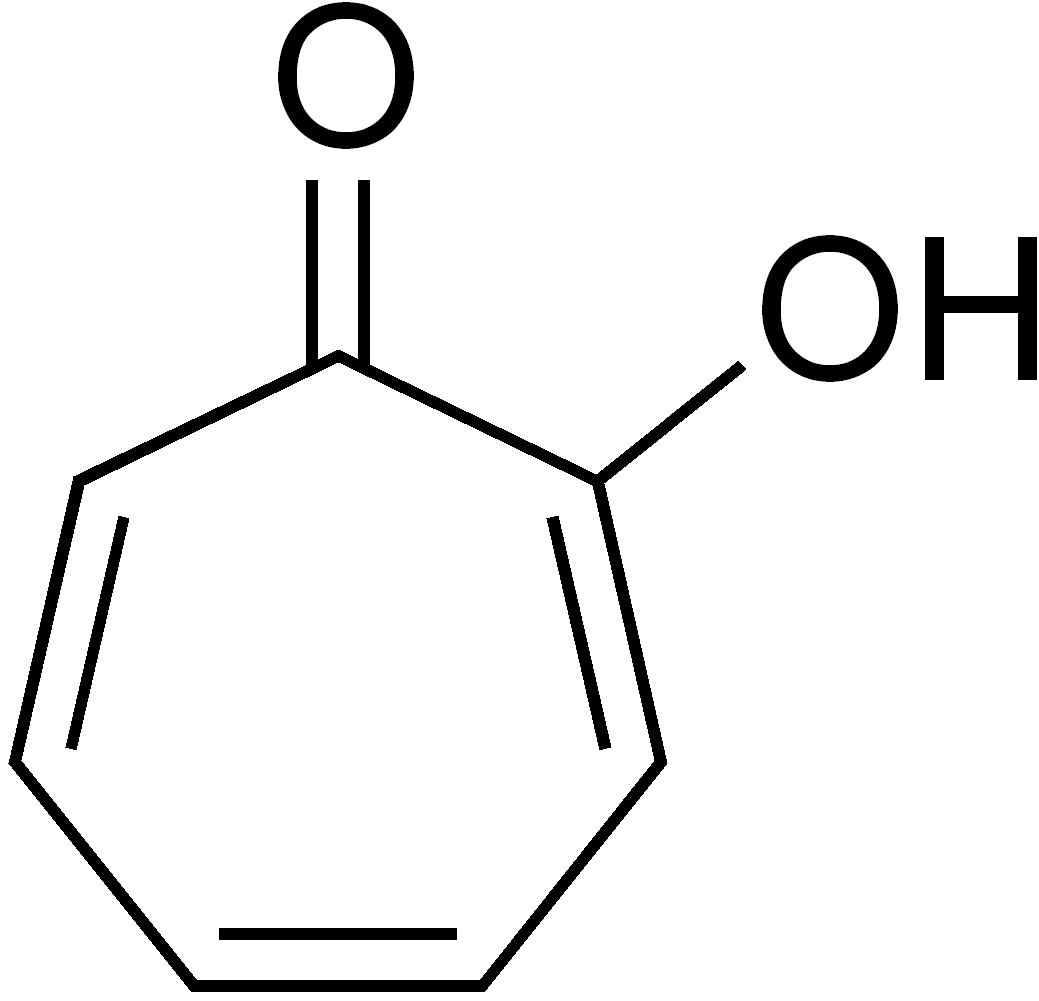
Tropolona: compuesta por un anillo de cicloheptatrieno, grupos carbonilo e hidroxi.
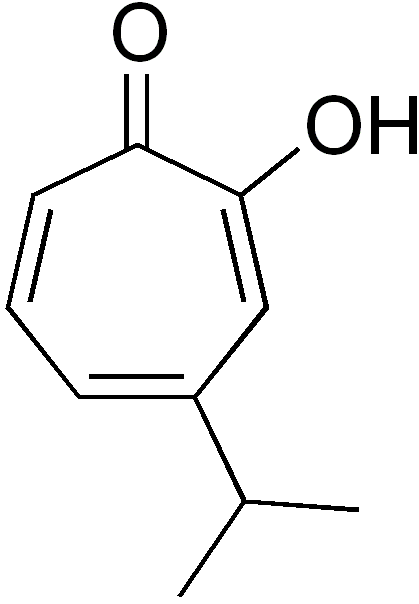
Hinokitiol – compuesto por un anillo de cicloheptatrieno, grupos isopropilo, carbonilo e hidroxi (isopropil cicloheptatrienolona).

## Reacciones
La eliminación de un ion hidruro del puente de metileno produce el catión cicloheptatrieno planar y aromático, también llamado ion tropilio. Una ruta práctica para este catión emplea PCl5 como oxidante. El CHT se comporta como un dieno en las reacciones de Diels-Alder, por ejemplo con anhídrido maleico:
Se conocen muchos complejos metálicos de cicloheptatrieno, incluidos Cr(CO)3(C7H8) y cicloheptatrienomolibdeno tricarbonilo.

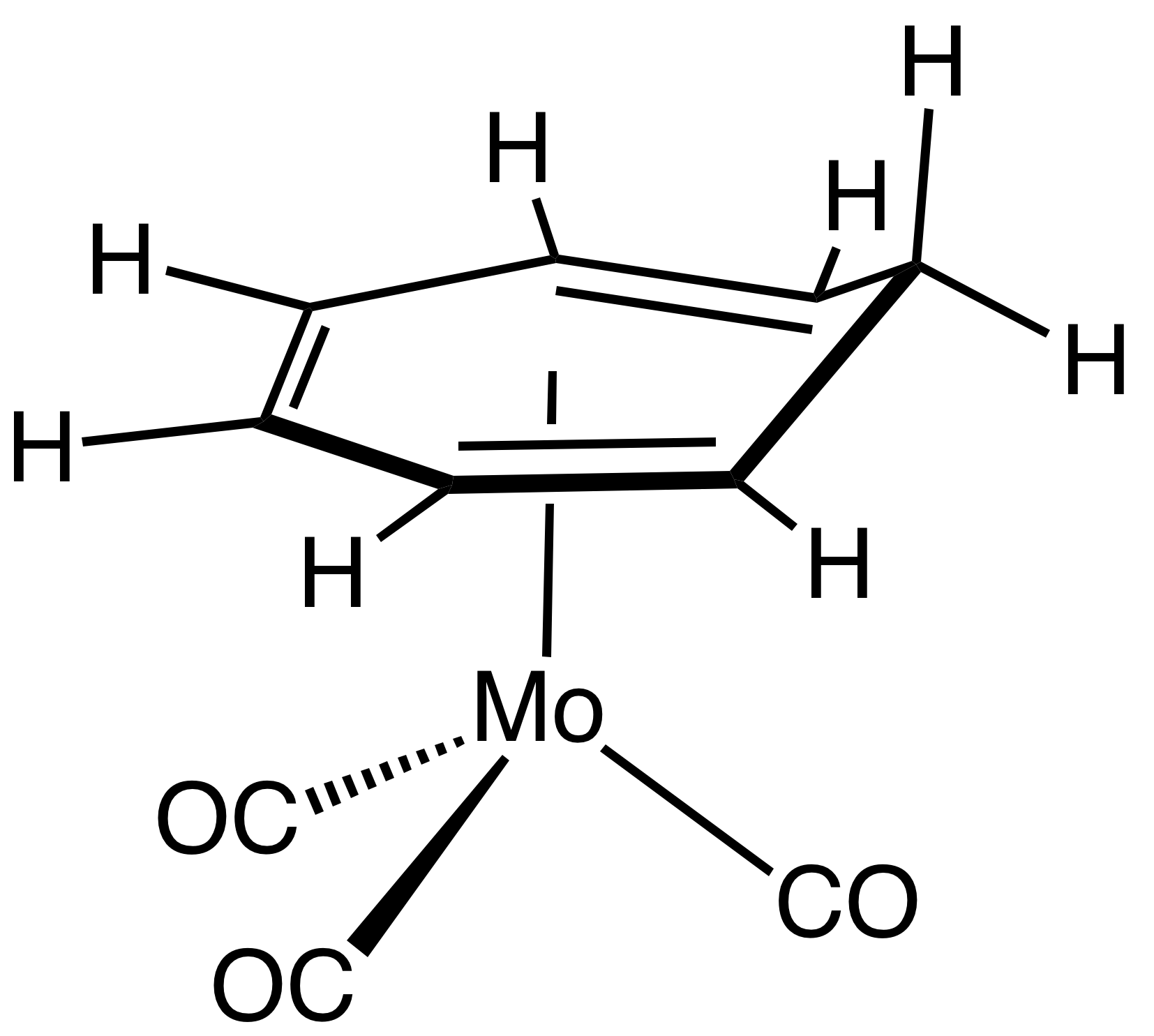
Estructura de Mo(C_{7}H_{8})(CO)_{3}.

El ciclooctatetraeno y el cicloheptatrieno se utilizan como extintores de tripletes para láseres de colorante de rodamina 6G.